# Каррильо, Мартин
Мартин Каррильо (Martín Carrillo; 1561—1630) — испанский учёный.
Каноник, преподавал право в Сарагосе; оставил несколько трудов по хронологии и по церковной истории:
- Catalogus antistitum Caesaraugustanorum (Кальяри, 1611)
- Relación del reyno de Sardeña (Барселона, 1612)
- San Valero, obispo de Zaragoza (Сарагоса, 1615)
- Anales hasta el año 1620 (Гуэска, 1622)
- Relacion de las cosas notables de Velilla (Гуэска, 1625).